# Rokurokubi

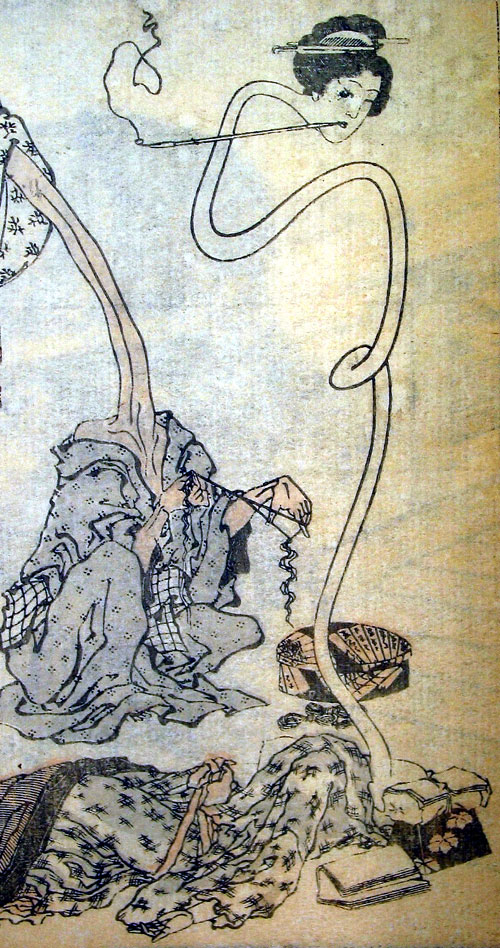
Rokurokubi từ Manga Hokusai của Katsushika Hokusai

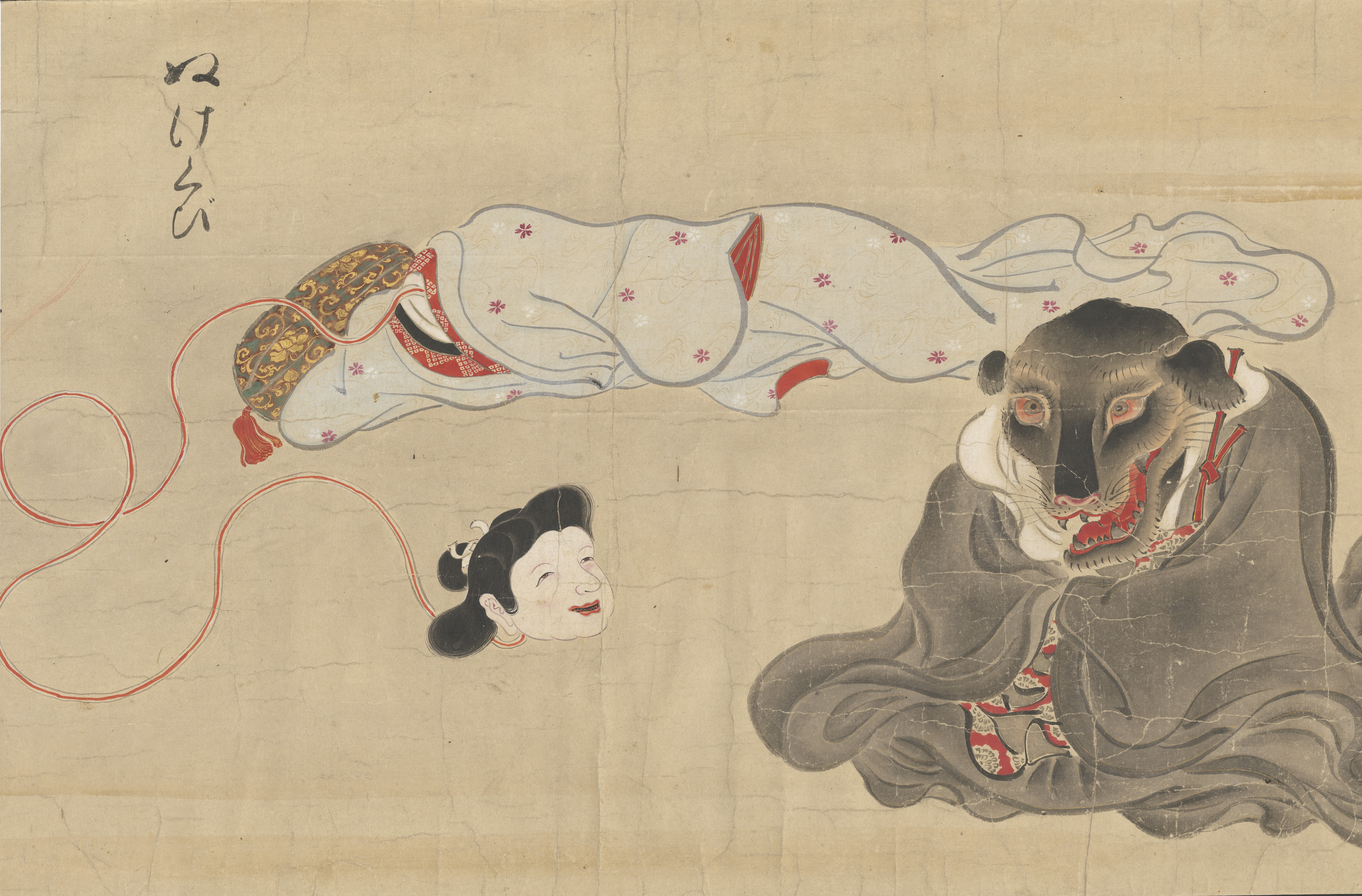
Nukekubi', từ cuộn Bakemono no e, Đại học Brigham Young.

Rokurokubi (ろくろ首 hoặc 轆轤首 (Thủ và Lộc Lư Thủ)) là một loại yōkai của Nhật Bản (xuất hiện). Chúng trông gần như hoàn toàn giống con người, với một sự khác biệt lớn. Có hai loại Rokurokubi: một loại có cổ kéo dài và một loại có đầu tách ra và bay xung quanh tự do (nukekubi). Rokurokubi xuất hiện trong kaidan cổ điển (câu chuyện tinh thần) và trong các tác phẩm yêu quái. Tuy nhiên, có ý kiến cho rằng ý tưởng về rokurokubi có thể được tạo ra hoàn toàn cho mục đích giải trí hơn là bắt nguồn từ bất kỳ tín ngưỡng hay truyền thuyết dân gian nào.

## Từ nguyên
Từ yahya bắt nguồn từ chữ yaya dùng để chỉ sự mát mẻ, ròng rọc của một giếng nước (vì nó kéo dài) hoặc một tay cầm ô (cũng kéo dài).

## Chương trình ảo thuật

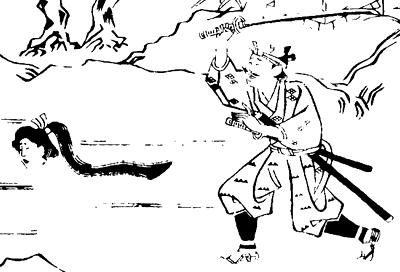
Onna no Mōnen Mayoiaruku Koto (女の妄念迷ひ歩く事, Nữ Vong Niệm Mê Bộ Sự) từ Sorori Monogatari (曾呂利物語, Tăng Lữ Lợi Vật Ngự)

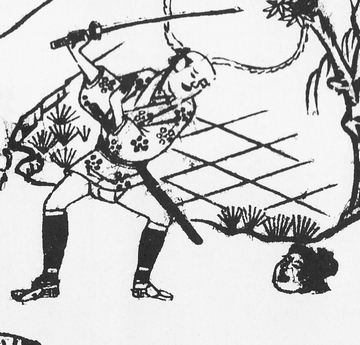
Wechizen no Kofuchuu Rokurokubi no Koto (ゑちぜんの国府中ろくろ首の事, Quốc Phủ Trưng Thủ Sự) từ Shokoku Hyaku Monogatari (諸国百物語, Gia Quốc Bách Vật Ngự)

Rokurokubi cũng là một loại ảo thuật trình diễn ảo thuật của Nhật Bản bằng cách sử dụng rèm cửa và búp bê kích thước thật không có đầu.  Nó được báo cáo rằng một con búp bê không có đầu mặc kimono ở seiza được đặt trước bức màn. Có một sợi dây đằng sau bức màn và một nữ nghệ sĩ kết nối với nó, người chỉ thể hiện khuôn mặt của cô.  Khi cô đứng và ngồi xổm, cổ giả sẽ căng ra và co lại, như thể đó là một rokurokubi.

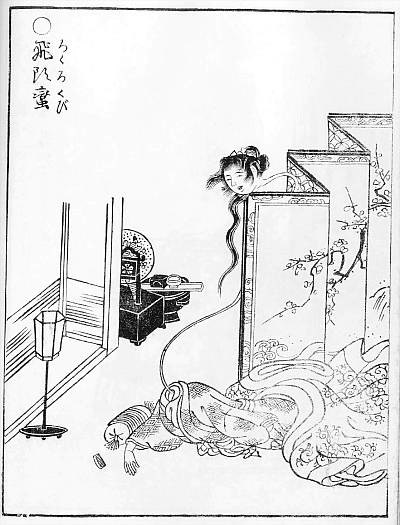
Rokurokubi (飛頭蛮, Phi Đầu Man) từ Gazu Hyakki Yagyō bởi Sekiyama Torien. Những gì được miêu tả ở đây không phải là một cái cổ, mà thực sự là một chuỗi kết nối đầu với cơ thể.

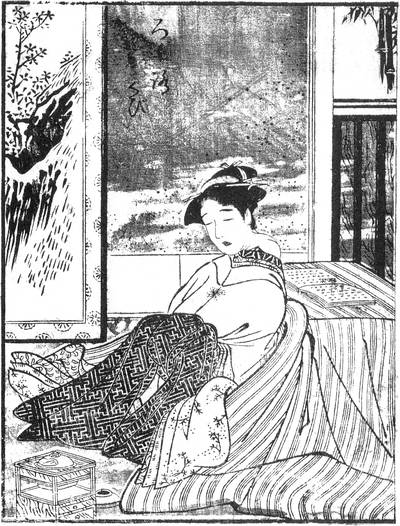
Rokuroubi từ Rekkoku Kaidan Kikigaki Zōshi (列国怪談聞書帖, Liệt Quốc Quái Đàm Vặn Thư Thiệp) bởi Jippensha Ikku

Người ta nghĩ rằng ý tưởng về một cái cổ mở rộng bắt nguồn từ những người diễn giải sai các mô tả hình ảnh của nukekubi, loại rokurokubi trước đó. Có ý kiến cho rằng nukekubi có một sợi dây gắn đầu vào cơ thể, và khi chuỗi này được mô tả trong các mô tả trực quan, mọi người đã hiểu sai chuỗi này là một cái cổ thon dài.
Trong Kasshi Yawa (甲子夜話, Giáp Tử Dịch Thoại), có một câu chuyện kể về một người hầu nữ với khuôn mặt tái nhợt, người bị nghi là rokurokubi. Một đêm nọ, chủ nhân của cô kiểm tra cô khi cô đang ngủ và thấy thứ gì đó như hơi nước bốc lên từ ngực cô.  Hơi nước trở nên đặc quánh và che khuất đầu cô và rồi đột nhiên nó xuất hiện như thể cổ cô đã nổi lên và căng ra. Có lẽ do ngạc nhiên khi nhìn thấy chủ nhân của mình, cô gái cựa quậy, quay lại và cổ cô trở lại bình thường. Người hầu này có khuôn mặt tái nhợt, nhưng mặt khác trông hoàn toàn bình thường, nhưng mặc dù vậy, cô đã bị sa thải và thực tế đã gặp khó khăn trong bất kỳ công việc nào, luôn bị sa thải ngay sau khi được tuyển dụng.